# Gabriele Lavia
Gabriele Lavia (* 10. Oktober 1942 in Mailand) ist ein italienischer Regisseur, Dramaturg und Schauspieler. Lavia gehört zu den bedeutendsten Theaterregisseuren Italiens der letzten vierzig Jahre.

## Leben und Werk
Lavia studierte Dramaturgie und Theaterwissenschaften an der L'Accademia Nazionale d'Arte Drammatica in Rom. Nach seinem Abschluss im Jahre 1963 arbeitete er mit mehreren italienischen Regisseuren wie Giancarlo Sbragia, Luigi Squarzina, Giorgio Strehler und Mario Missiroli zusammen.
Lavia hat bei mehreren Filmen Regie geführt. Seine Filme Scandalosa Gilda, Sensi (beide mit Lebensgefährtin Monica Guerritore in der Hauptrolle) und La lupa sind insbesondere durch das Werk von Rainer Werner Fassbinder beeinflusst. Allerdings hat Lavia auch an weniger anspruchsvollen Produktionen mitgewirkt. So hat er mit Dario Argento die Filme Rosso – Farbe des Todes, Horror Infernal und mit Pupi Avati den Film Zeder - Denn Tote kehren wieder gemacht.
Sein Debüt als Theaterschauspieler feierte er 1975 mit dem Stück Othello von William Shakespeare. Sein Film Il principe di Homburg nach Heinrich von Kleist wurde 1984 mit dem italienischen Filmpreis Nastro d’Argento ausgezeichnet. Sein Debüt als Opernregisseur gab er 1984 mit dem Stück I pellegrini alla Mecca (Les pèlerins de la Mecque / Die Pilger von Mekka) von Christoph Willibald Gluck.
Lavia arbeitete als künstlerischer Leiter für das Teatro Eliseo in Rom (1980–1987), für das Teatro Stabile in Turin (1997–2000) und das Kultur Festival von Taormina (1993). In der Spielzeit 2011/2012 arbeitete Lavia erstmals an der „San Francisco Opera“.

## Filme (Auswahl)
Schauspieler
- 1972: Girolimoni, das Ungeheuer von Rom (Girolimoni, il mostro di Roma)
- 1974: Wer bist Du? (Chi sei?)
- 1975: Rosso – Farbe des Todes (Profondo rosso)
- 1980: Horror Infernal (Inferno)
- 1983: Zeder (Zeder)
- 1999: Die Legende vom Ozeanpianisten (La leggenda del pianista sull'oceano)
- 2001: Sleepless (Non ho sonno)

Regisseur
- 1983: Il principe di Homburg (auch Darsteller)
- 1985: Scandalosa Gilda – Die totale Unterwerfung (Scandalosa Gilda) (auch Darsteller)
- 1986: Stripped to die (Sensi) (auch Darsteller)
- 1996: La lupa
- 1999: Scene da un matrimonio (Fernsehfilm)